# José de Charmoy
Marie Lucien Joseph d'Emmerez de Charmoy dit José de Charmoy né à Port-Louis (Maurice britannique) le 6 juin 1879 et mort à Neuilly-sur-Seine le 10 novembre 1914 est un sculpteur français.

## Biographie
Fils de Charlotte Augusta Mailloux et du médecin Lucien d'Emmerez de Charmoy, il naît sur Bourbon Street à Port-Louis. Il part pour Paris effectuer ses études au collège Sainte-Barbe.
Il a pour professeur, la sculptrice Madeleine Jouvray, qui demandera à Auguste Rodin, d'aider son protégé à présenter une œuvre au Salon.
Et c'est en 1899, que José de Charmoy participe pour la première fois à Paris au Salon de la Société nationale des beaux-arts avec un buste en plâtre intitulé Demos ; il réside à cette époque au 47 de la rue Blomet. 
En 1901, il revient à ce même salon pour y présenter la version éditée en bronze de son buste Demos, sous-titrée « Peuple, que ta puissance est grande ». Son travail est remarqué par Félicien Fagus dans La Revue blanche.
En 1902, toujours au Salon de la Nationale, il présente un buste en plâtre figurant « Édouard Gallet » ; l'adresse de son atelier se trouve au 9 de l'impasse du Maine, dans la « villa Rubens », et a pour voisin Antoine Bourdelle. Il fréquente le cercle autour de la revue L'Œuvre d'art international pour laquelle Louis Welden Hawkins fait son portrait dessiné.
Au début de 1903, les jeudis une fois par mois, il reçoit plusieurs visites de Paul Léautaud, qui apprécie son Cénotaphe de Baudelaire (cimetière du Montparnasse) exécuté l'année précédente. Chez Charmoy, sont alors organisées des lectures, en compagnie entre autres de Marguerite Moreno.
Il présente au salon d'Automne d'octobre 1904, une sculpture figurant une Tête de moine, destinée à un monument funéraire privé. Il devient ensuite membre de ce salon.
Spécialisé entre autres dans la statuaire funéraire et commémorative, certains de ses contemporains jugeaient son style un peu déroutant, d'autres l'admiraient : Remy de Gourmont jugeait « le si original monument de Baudelaire qui se voit au cimetière Montparnasse, où un ricanement de bronze plane comme le destin sur le néant charnel du poète des Fleurs du Mal », André Gide lui rend souvent visite à partir de 1906 ; quant à Guillaume Apollinaire, il dîne avec lui le 4 janvier 1903 et en ressort consterné par, selon lui, les propos du jeune artiste qui se vantait alors « d’être le premier sculpteur au monde après Michel-Ange ». Natalie Barney le décrit comme « un jeune homme d'une beauté singulière, dévoré par une flamme intérieure qui, brûlant à travers ses yeux sombres, [donnaient] l'impression qu'ils se consumait pour les géants de plâtre et de pierre qui l'entouraient ». 
Sa dernière adresse parisienne est le 5 rue Albert-de-Lapparent. Mobilisé en août 1914 au déclenchement de la Première Guerre mondiale, il meurt le 10 novembre 1914 à l'hôpital situé au 11 rue Borghèse à Neuilly-sur-Seine où il est inhumé. Il était marié à Joséphine Émilie Boulot (1880-1937), dont un fils, prénommé Ludwig (1904-1965), qui fut consul général.

## Œuvre

### Salons

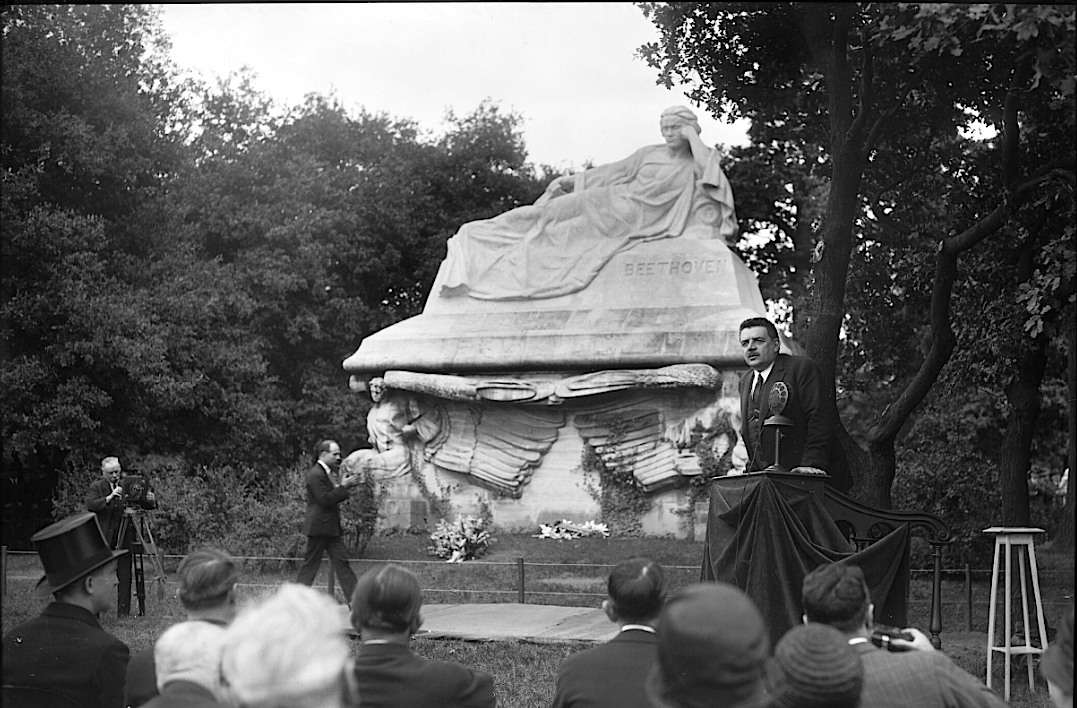
Inauguration du Monument Beethoven par Édouard Herriot le 23 juillet 1927 à Vincennes : le sommet de l'œuvre est en plâtre, et finira par se dégrader (Agence Rol, source BNF).

- Buste d'Ernest Renan en pierre d'Enville[16], Salon SNBA, 1905.
- Buste de Leconte de Lisle[17], plâtre, salon d'Automne, 1907.
- Buste d'Émile Zola[17], plâtre, salon d'Automne, 1907.
- Buste de Jean d'Estournelles de Constant (en)[18], salon SNBA, 1913.
- Le Tombeau du poète[19], plâtre, salon SNBA, 1914.

### Conservation
- Quimper, musée des beaux-arts de la ville : Vieille Bretonne, buste en terre cuite, [vers 1911][20].
- Le Mans, musée de Tessé : Tête de vieillard coiffé d'une calotte, plâtre, [avant 1904][21].
- Médan, maison d'Émile Zola : Buste d'Émile Zola (1907), pierre.
- Paris :
  - bois de Vincennes : Monument à Ludwig van Beethoven, début des années 1910, inachevé[22],[23].
  - cimetière du Montparnasse :
    - Cénotaphe de Baudelaire, 1902 ;
    - Tombe de Sainte-Beuve.

  - musée d'Orsay : 
    - Silène[24], 1913-1914, haut-relief en pierre de Pouillenay et marbre du Languedoc[25].
    - Cinq esquisses, mine de plomb sur papier, s.d.

Œuvres de José de Charmoy
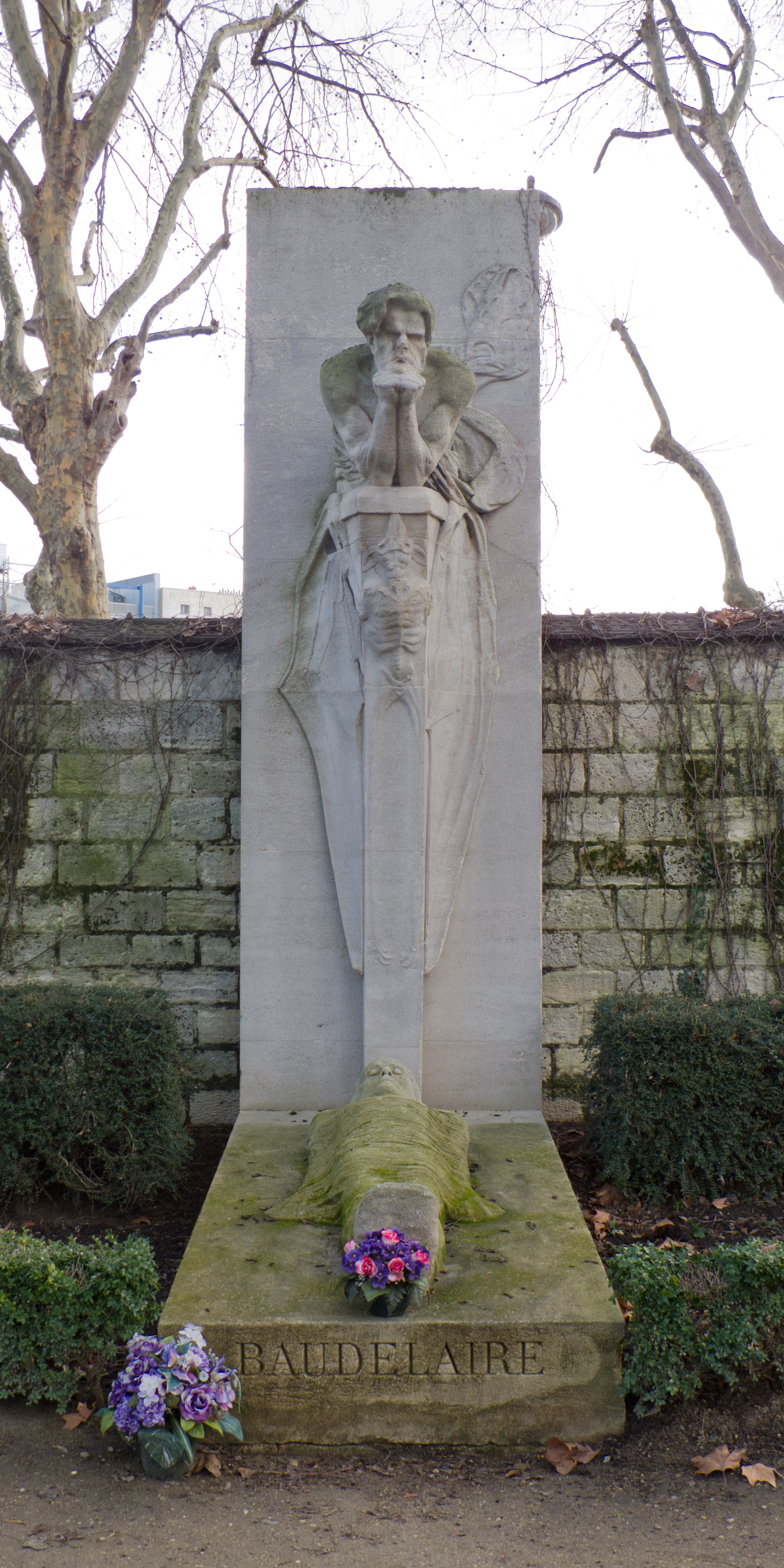
Cénotaphe de Baudelaire (1902), Paris, cimetière du Montparnasse.
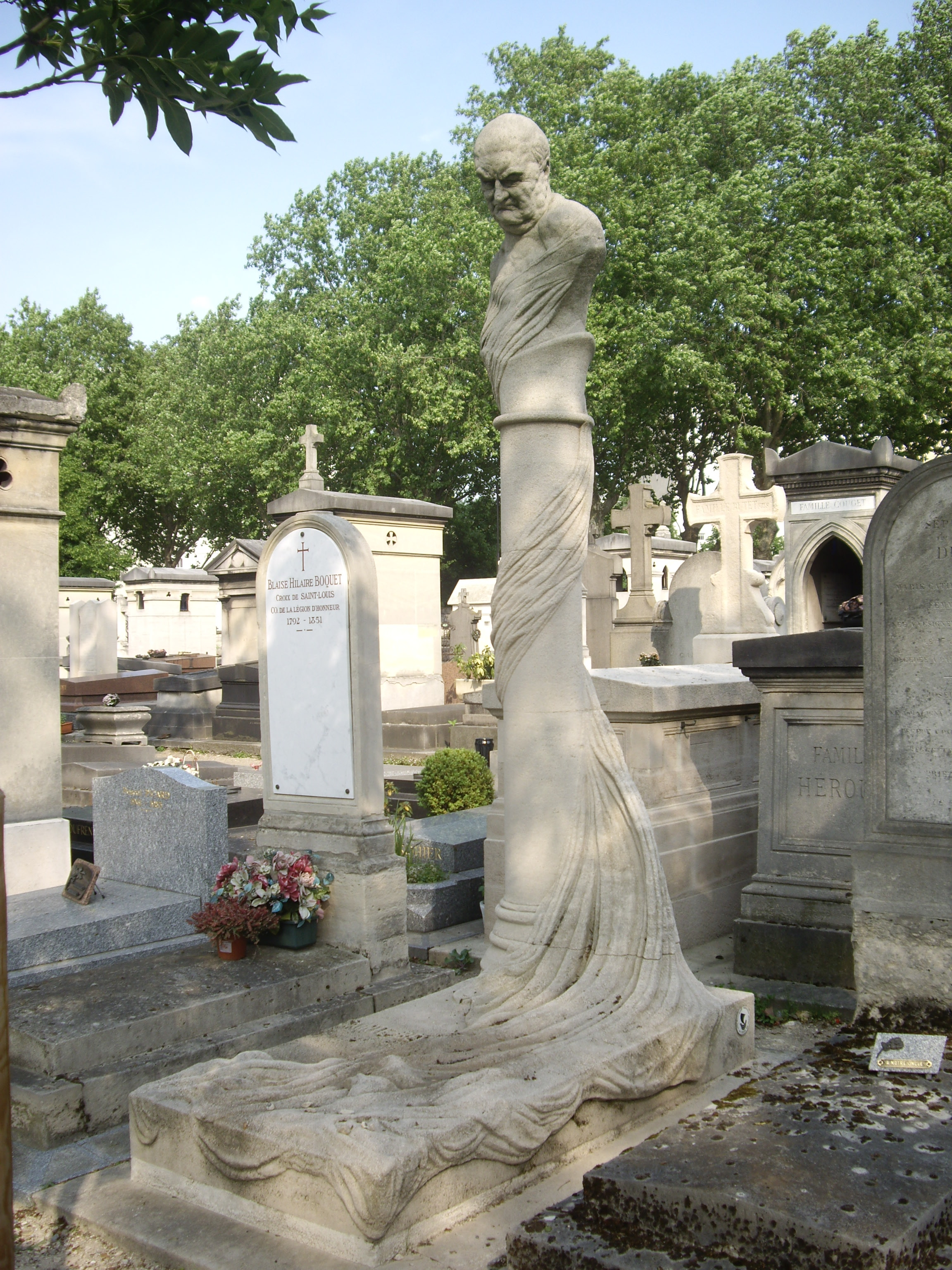
Tombe de Sainte-Beuve, cimetière du Montparnasse.
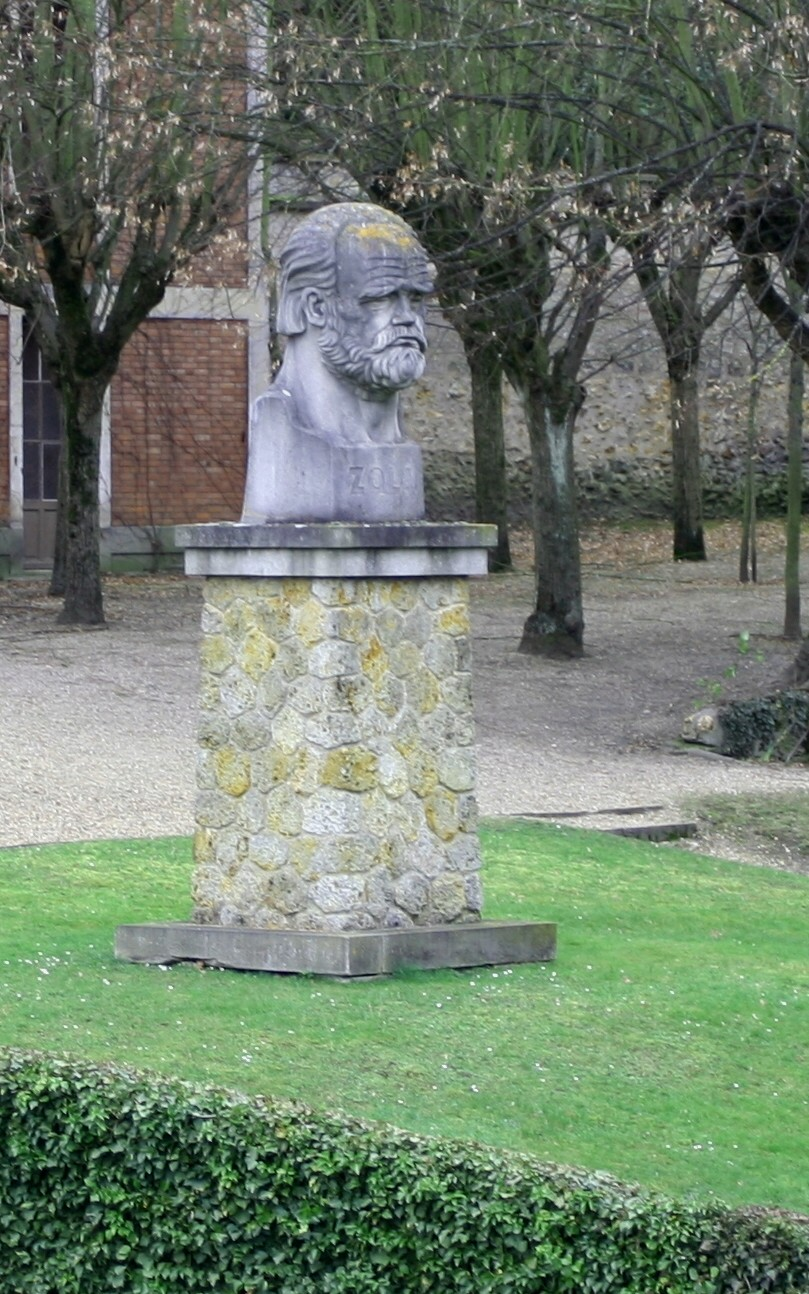
Buste d'Émile Zola, Médan, maison d'Émile Zola.
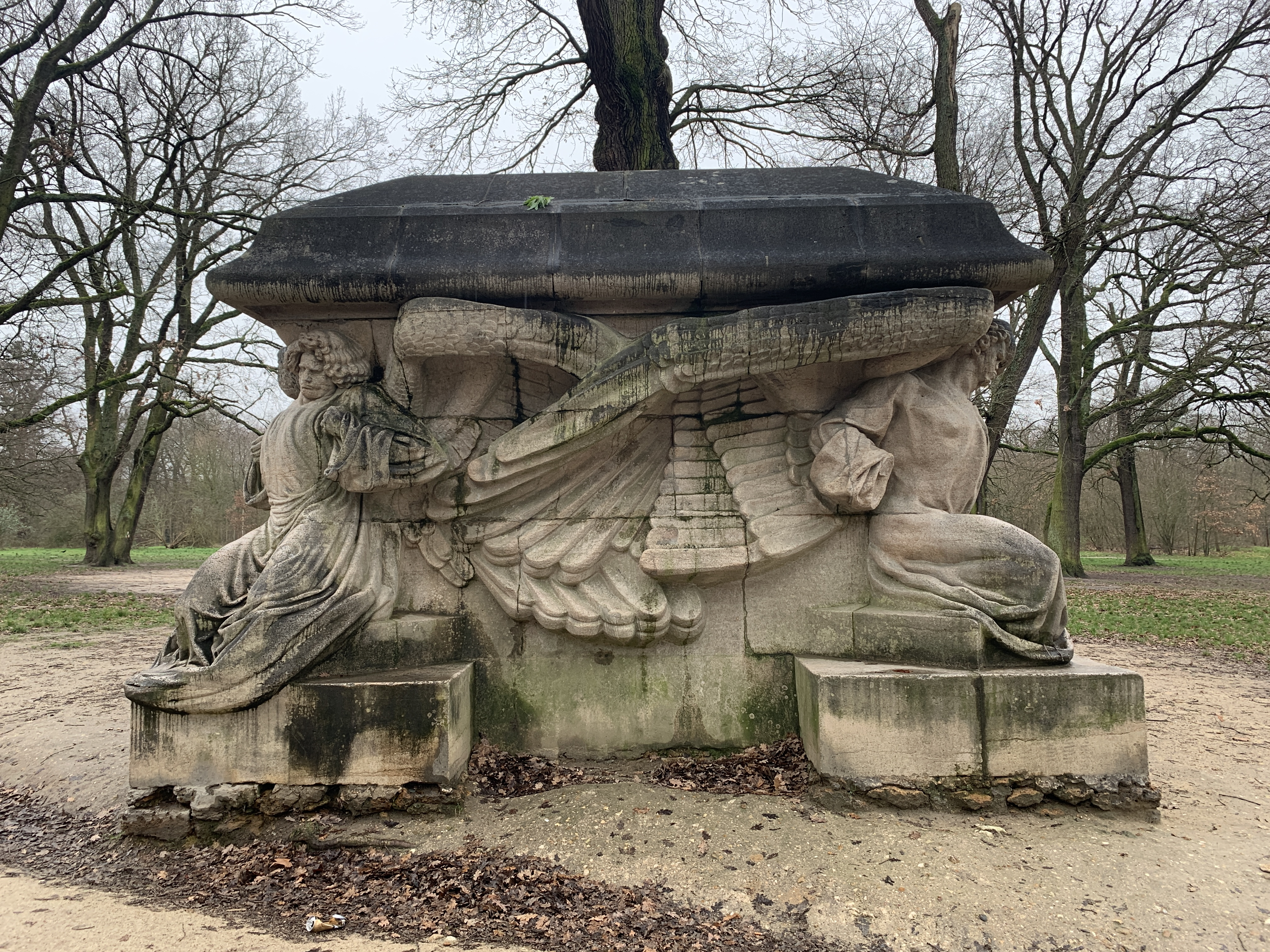
Monument à Ludwig van Beethoven, Paris, bois de Vincennes.
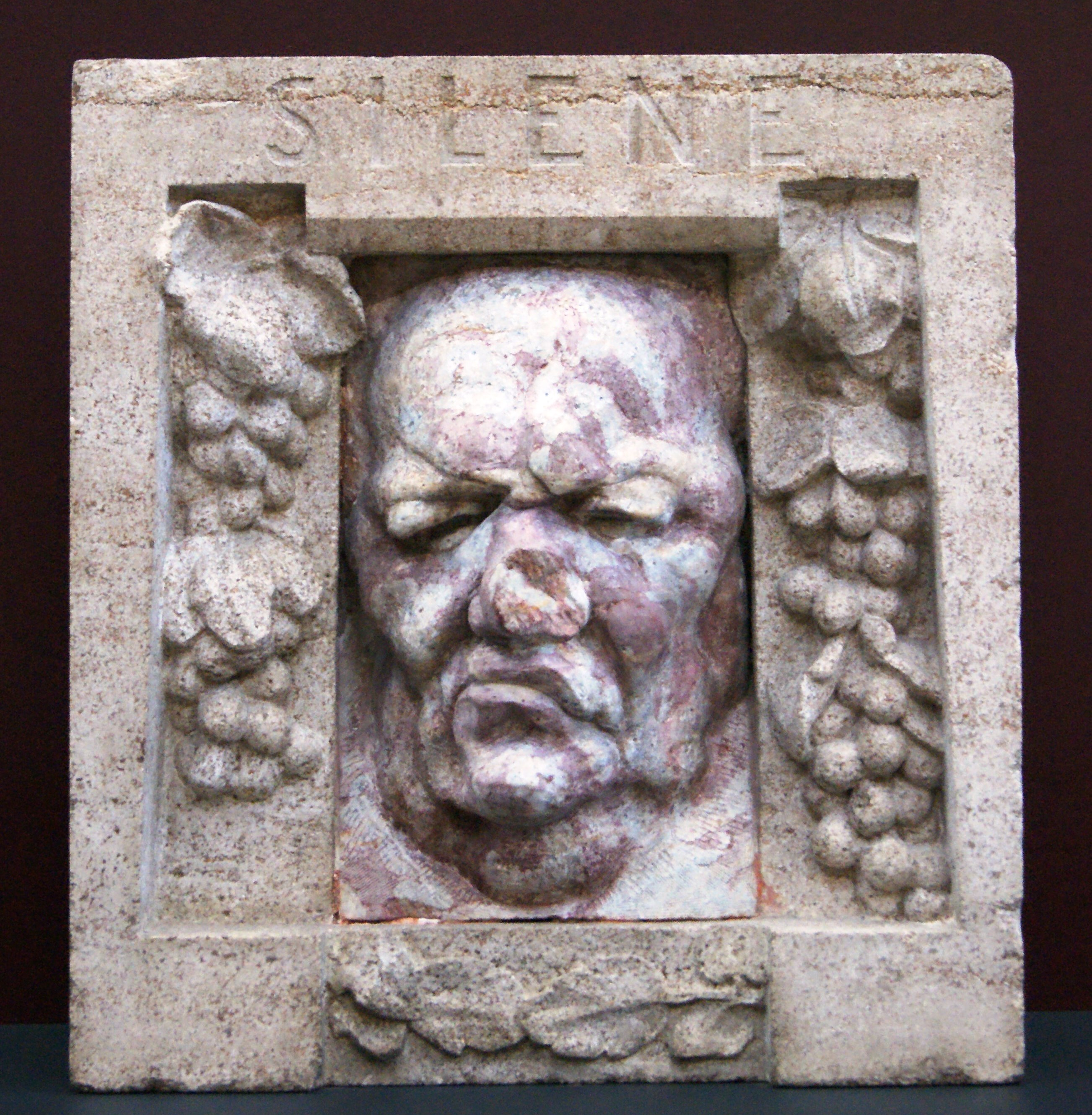
Silène, 1913, musée d'Orsay